# Rongelap
Rongelap (marš. RoÏlap), atol od 61 otočića u sastavu Maršalovih Otoka, dio lanca Ralik.

## Zemljopis
Nalazi se oko 200 km sjeverno od Kwajaleina i 120 km jugoistočno od Bikinija. Zajedno s Rongerikom i Ailinginaeom čini mini skupinu atola na sjeveru lanca Ralik.
Okružuje lagunu površine 1004,32 km2.

## Stanovništvo
| broj stanovnika | 264   | 189   | 165   | 235   |       | 19    |
|                 | 1958. | 1967. | 1973. | 1980. | 1988. | 1999. |